# Балтійський ландесвер

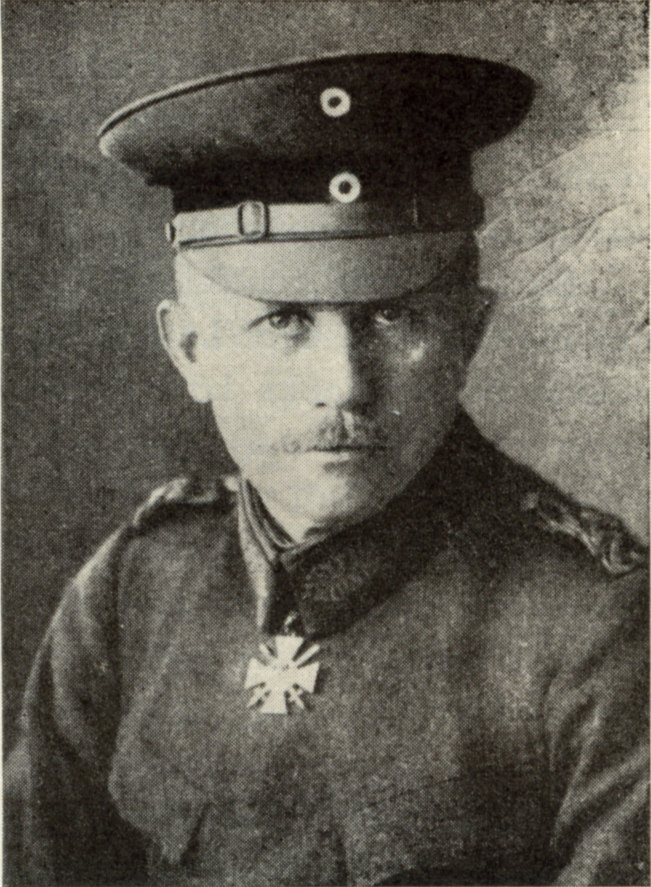
Генерал Рюдіґер фон дер Ґольц

Балтійський ландесвер (нім. Baltische Landeswehr, латис. Baltijas landesvērs, рос. Прибалтийский ландесвер), Балтійська територіальна армія — об'єднані локальні збройні сили, протягом більш ніж півроку підпорядковані курляндській та лівонській балтійській шляхті (з 7 грудня 1918 по 3 липня 1919). Юридично був розформований на початку 1920, фактично припинив існування 22 березня 1922.

## Командування
Балтійський ландесвер був в прямому підпорядкуванні німецькому Шостому резервному корпусу, очолюваному генералом армії Рюдіґером фон дер Ґольцем. Командування військовими операціями ландесверу проводили майор Еміль фон Шайблер (7 грудня 1918 — 6 лютого 1919), майор Альфред Флетчер (6 лютого 1919 — 3 липня 1919) та підполковник Гарольд Александер (липень 1919).

## Історія

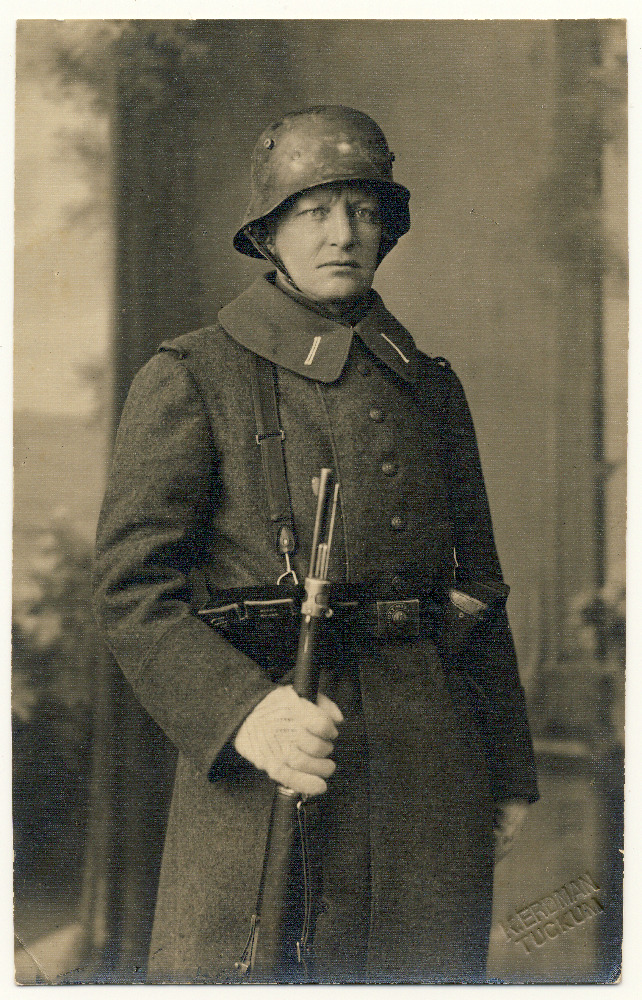
Солдат Балтійського ландесверу

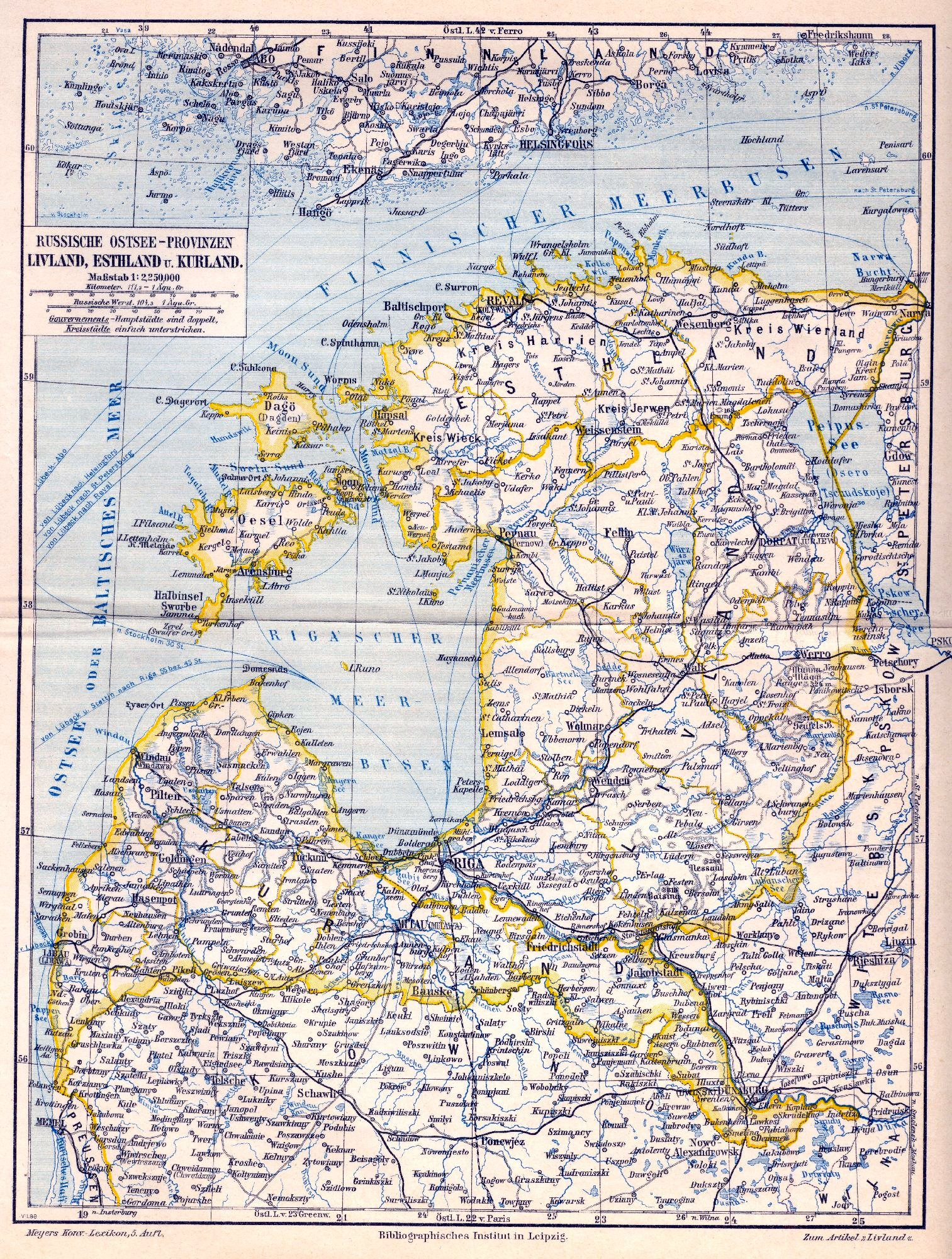
Латвія та Естонія до початку Лютневої революції

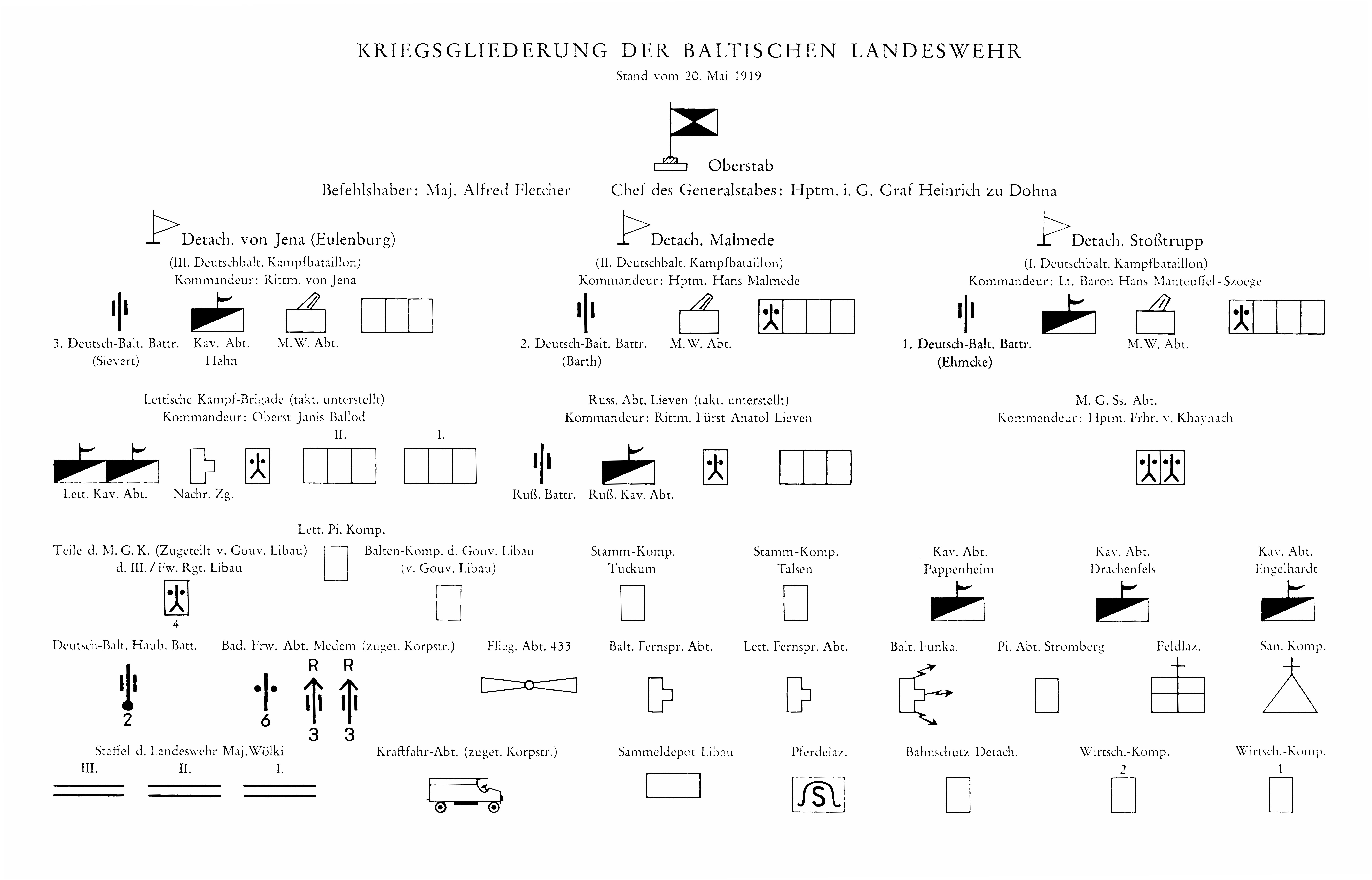
Структура ландесверу станом на 20 травня 1919

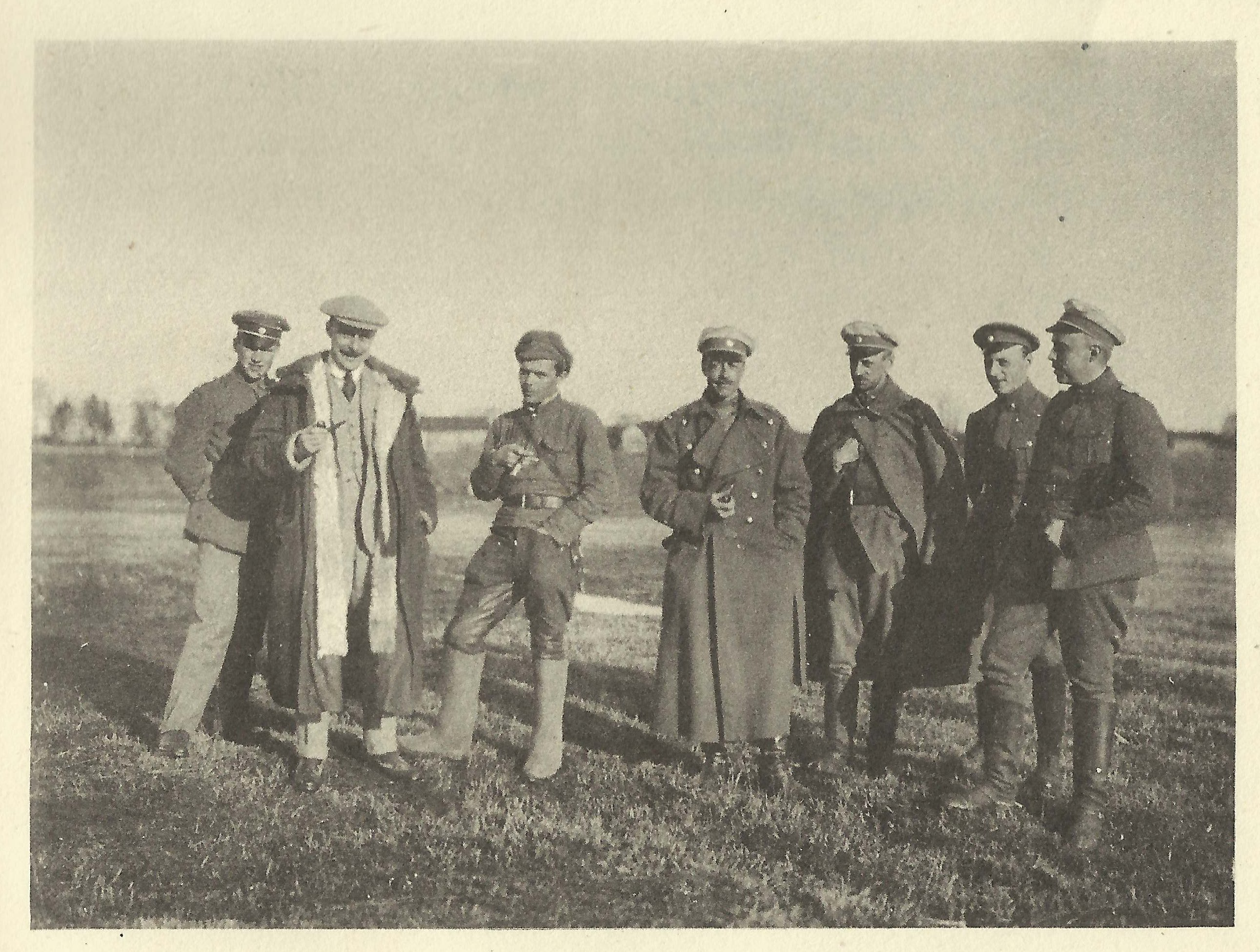
Британський комісар Стівен Талентс (другий зліва) на переговорах між представниками Радянської Росії та ландесверу. Зилупе, березень 1920

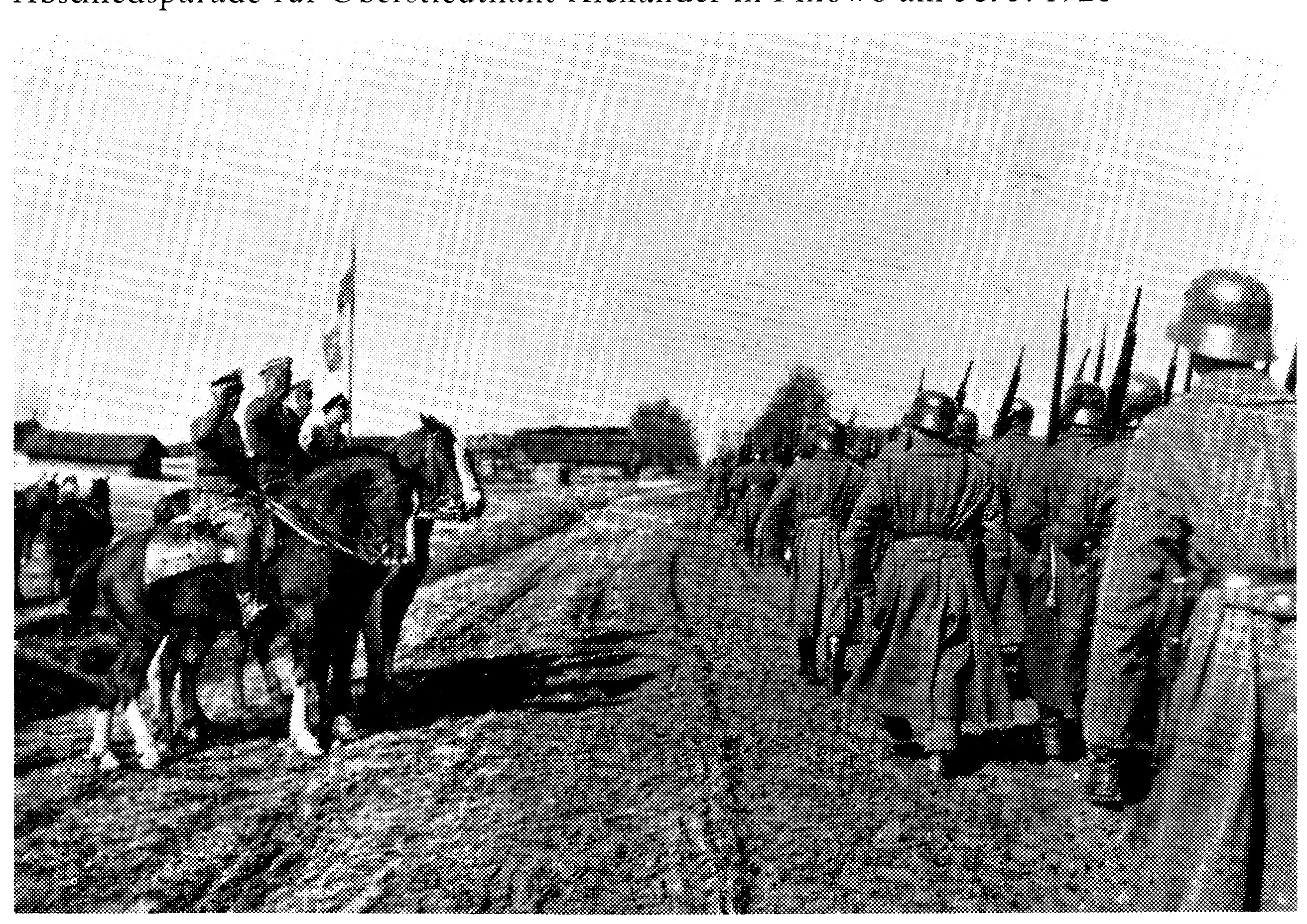
Останній військовий парад Балтійського ландесверу. 22 березня 1920

Після підписання Комп'єнського перемир'я німецьким командуванням 11 листопада 1918 держави-переможці дали згоду на подальше функціонування німецьких збройних формувань на території країн Балтії для забезпечення оборони цих країн від більшовицького вторгнення. Після початку наступу більшовиків на Латвію Тимчасовий уряд цієї держави на чолі з Карлісом Улманісом домовився з комісаром з питань балтійських країн Августом Віннігом щодо формування сил територіальної оборони. 7 грудня 1918 в Ризі почалося створення таких формувань; більшу частину їх особового складу становили латвійські добровольці. Також до створеної територіальної оборони входили німецька шляхта й російські білоемігранти. 29 грудня 1918 була укладена додаткова умова, що забезпечувала особовому складу територіальної оборони латвійське громадянство за участь у битвах за незалежність Латвії. Озброєння, техніку, форму та засоби пересування забезпечувала німецька сторона, продовольство лягало на плечі латишів. Територіальну оборону, названу Балтійським ландесвером, очолив майор Еміль фон Шайблер — попри бажання латвійської сторони, яка прагнула бачити керівником ландесверу офіцера з країн Антанти. Спочатку ландесвер складався з трьох окремих формувань піхоти. Одне з них — Балтійський батальйон — складався виключно з балтійських німців та колишніх солдатів Імперської армії Німеччини.
На початку січня 1919 сили ландесверу під натиском переважаючих сил більшовиків покинули Ригу. Після цього в районі Ліпави ландесвер був переформований на типово військовий лад. Наприкінці січня 1919 він складався з наступних формувань:
- Перший штурмовий загін барона Ганса Мантейфеля-Цеґе
- Другий загін капітана фон Лена
- Третій загін капітана Мальмеде
- Перший кавалерійський загін барона Ґана
- Другий кавалерійський загін барона фон Драхенфельса
- Третій кавалерійський загін барона фон Енгельгардта
- загін саперів барона фон Штромберга
- Російський Добровольчий корпус Найсвітлішого князя Лівена (Лібава)
- Російська рота капітана Дидорова
- латвійський загін підполковника Оскарса Калпакса.

Латвійська влада була позбавлена контролю над оновленим ландесвером. Замість неї він тепер був підпорядкований Шостому резервному армійському корпусу під керівництвом генерала Рюдіґера фон дер Ґольца. 6 лютого безпосереднім командувачем ландесверу був призначений майор Альфред Флетчер. Керівництво загонами формування отримали німецькі офіцери. Кількість особового складу становила 4,5 тис. солдатів, серед них 1,4 тис. становили латиші.
Під кінець лютого німецько-латвійські сили контролювали лише Ліпаву та її околиці. В лютому — березні ландесвер здобув ряд перемог над більшовиками. Ранньою весною він був повторно реорганізований. До його складу входили: охоронна рота, штурмовий загін, батальйон (пізніше полк) капітана Мальмеде, латвійський загін підполковника Калпакса (згодом — капітана Яніса Балодіса; сам загін був реорганізований у Латвійську бойову бригаду), Баденський загін фон Медема, Російський загін князя Лівена, шість одиниць кавалерії (російських та латвійських), загін авіації, санітарний загін, інженерний та загін зв'язку.
Німці вирішили встановити контроль над Латвією. Для цього вони здійснили 16 квітня державний переворот, формальним приводом для якого стало вбивство трьох солдат ландесверу. 22 травня німецькі військові формування зайняли Ригу. Після цього був сформований уряд пастора Андрієвса Нієдри, який дотримувався пронімецьких позицій. Частина членів національного уряду була заарештована, інші врятувалися на кораблі, який належав військовим Антанти. Латвійські прихильники незалежності домовилися з естонськими військами, які зайняли північну частину Латвії. Оскільки більша частина Латвії була окупована більшовиками, Антанта наказала Німеччині витіснити естонців з балтійських країн. На початку червня генерал фон дер Ґольц наказав своїм частинам, у тому числі й ландесверу, штурмувати естонські війська. 19 червня відбулася триденна Венденська битва, в результаті якої об'єднані естонсько-латвійські сили відтіснили німців. 23 червня вони залишили Ригу, 6 липня її зайняли латвійські війська.
Антанта примусила естонців та ландесвер укласти перемир'я. В цей же час у Латвію прибула британська військова місія на чолі з генералом Х'юбертом Гофом. Балтійський ландесвер перейшов у підпорядкування англійцям та уряду Латвії. Новим очільником формування став підполковник Гарольд Александер. 3 липня 1919 німецькі військові, що служили в ландесвері, згідно з умовами перемир'я були демобілізовані та перейшли до сформованого у вересні Німецького легіону — складової Західної добровольчої армії полковника Павла Бермондт-Авалова. Нове формування було зосереджене на боротьбі з більшовиками в Латгалії. Німецький полк проіснував майже півроку — в грудні 1919 він був розформований, а його особовий склад покинув Латвію, перебравшись до Східної Пруссії. Латвійські військові, в свою чергу, перейшли на службу до Тринадцятого Тукумського піхотного полку латвійської армії. Де-юре ландесвер припинив своє існування на початку 1920, хоча де-факто продовжив своє існування як латвійський Тукумський полк. 22 березня 1922 Тринадцятий Тукумський піхотний полк був розформований.

## Видатні члени ландесверу
- Генерал-майор Еріх Альт (Люфтваффе)
- Генерал-майор Рудольф Бадер (Badisches Freiwilligen Abteilung Medem)
- Генерал-майор Гейнріх Барон фон Бер
- Генерал-майор Гейнріх Граф цу Дона-Шлобіттен
- Генерал-майор Карл Дормаґен
- Генерал-майор Ганс Генрічі
- Генерал артилерії Курт Ян
- Генерал-лейтенант Гейнріх Раух (Люфтваффе).

## Відзнаки
Члени Балтійського ландесверу носили двокольорову світло-блакитно-білу портупею — світло-блакитний та білий є кольорами Балтії.

## Підрозділи
- 1. Deutsch-Balt. Kampfbataillon
- 2. Deutsch-Balt. Kampfbataillon
- 3. Deutsch-Balt. Kampfbataillon
- MG-Scharfschützen-Abteilung
- Російський добровольчий корпус Найсвітлішого князя Лівена
- Lettische Kampf-Brigade
- Stamm-Kompanie Talssen
- Stamm-Kompanie Tuckum
- Balten-Kompanie des Gouvernement Libau
- Lettische Kavallerie-Abteilung
- Russische Kavallerie-Abteilung
- Kavallerie-Abteilung Engelhardt
- Kavallerie-Abteilung Drachenfels
- Kavallerie-Abteilung Pappenheim
- Kavallerie-Abteilung Halm
- 1. Deutsch-Balt. Batterie
- 2. Deutsch-Balt. Batterie
- 3. Deutsch-Balt. Batterie
- Deutsch-Balt. Haubitze-Batterie
- Russische Batterie
- Badisches Freiwilligen Abteilung Medem
- Lettische Pionier-Kompanie
- Pionier-Abteilung Stromberg
- Balt. Fernsprech-Abteilung
- Lettische Fernsprech-Abteilung
- Balt. Funker-Abteilung
- Flieger-Abteilung 433
- Armee-Kraftwagen-Kolonne 021
- Staffel-Stab der Landeswehr
- Feldlazarett
- Sanitäts-Kompanie
- Sanitäts-Kraftwagen-Zug
- Wirtschafts-Kompanie 1
- Wirtschafts-Kompanie 2
- Bahnschutz-Detachement
- Pferdelazarett
- Sammeldepot Libau